# لس (لغة تنسيق صفحات الويب)
لِس (بالإنجليزية: Less) لغة تنسيق صفحات الويب للمعالج الديناميكي يمكن تجميعها في أوراق الأنماط المتتالية، وتشغيلها على جانب العميل أو جانب الخادم، لِس هو مشروع مفتوح المصدر، ويتأثر بلغة ساس، كانت نسخته الأولى مكتوبة بلغة روبي، ومع ذلك في الإصدارات الأحدث، تم إهمال استخدام روبي واستبداله بـ جافا سكريبت.

## مميزات لغة لِس

### المتغيرات[4]
يتم تعريف المتغيرات في لِس بعلامة (@).
يتم إجراء الإسناد المتغير بعلامة النقطتين (:).

أثناء الترجمة، يتم إدراج قيم المتغيرات في مستند CSS.
```
@pale
-green-color
:
 
#
4D926F
;

#
header
 
{

  
color
:
 
@
pale-green-color
;

}

h2
 
{

  
color
:
 
@
pale-green-color
;

}

```

سوف يتم تجميع الكود أعلاه في Less إلى كود CSS التالي.
```
#
header
 
{

  
color
:
 
#4D926F
;

}

h2
 
{

  
color
:
 
#4D926F
;

}

```

### الخلط[4]
يسمح الخلط بدمج جميع خصائص فئة في فئة أخرى من خلال تضمين اسم الفئة كواحدة من خصائصها، وبالتالي تتصرف كنوع من الثابت أو المتغير.
CSS لا يدعم الخلط يجب تكرار أي كود متكرر في كل موقع.

يسمح الخلط بتكرار الكود بشكل أكثر كفاءة ونظافة، بالإضافة إلى تغيير أسهل في الكود.
```
.
rounded-corners
 
(
@radius
:
 
5px
 
10px
 
8px
 
2px
)
 
{

  
-webkit-
border-radius
:
 
@
radius
;

  
-moz-
border-radius
:
 
@
radius
;

  
border-radius
:
 
@
radius
;

}

#
header
 
{

  
.rounded-corners
;

}

#
footer
 
{

  
.rounded-corners(10px
 
25px
 
35px
 
0px)
;

}

```

سوف يتم تجميع الكود أعلاه في Less إلى كود CSS التالي:
```
#
header
 
{

  
-webkit-
border-radius
:
 
5
px
 
10
px
 
8
px
 
2
px
;

  
-moz-
border-radius
:
 
5
px
 
10
px
 
8
px
 
2
px
;

  
border-radius
:
 
5
px
 
10
px
 
8
px
 
2
px
;

}

#
footer
 
{

  
-webkit-
border-radius
:
 
10
px
 
25
px
 
35
px
 
0
px
;

  
-moz-
border-radius
:
 
10
px
 
25
px
 
35
px
 
0
px
;

  
border-radius
:
 
10
px
 
25
px
 
35
px
 
0
px
;

}

```

لِس لديها نوع خاص من مجموعة القواعد يسمى الخلطات البارامترية والتي يمكن مزجها في فئات متشابهة، ولكنها تقبل الوسيط.
```
#
header
 
{

  
h1
 
{

    
font-size
:
 
26
px
;

    
font-weight
:
 
bold
;

  
}

  
p
 
{

    
font-size
:
 
16
px
;

    
a
 
{

      
text-decoration
:
 
none
;

      
color
:
 
red
;

      
&:hover
 
{

        
border-width
:
 
1
px
;

        
color
:
 
#fff
;

      
}

    
}

  
}

}

```

سوف يتم تجميع الكود أعلاه في Less إلى كود CSS التالي:
```
#
header
 
h1
 
{

  
font-size
:
 
26
px
;

  
font-weight
:
 
bold
;

}

#
header
 
p
 
{

  
font-size
:
 
16
px
;

}

#
header
 
p
 
a
 
{

  
text-decoration
:
 
none
;

  
color
:
 
red
;

}

#
header
 
p
 
a
:
hover
 
{

  
border-width
:
 
1
px
;

  
color
:
 
#fff
;

}

```

### الوظائف والعمليات
لِس تسمح بالعمليات والوظائف، تسمح العمليات بإضافة وطرح وتقسيم ومضاعفة قيم الممتلكات والألوان، والتي يمكن استخدامها لإنشاء علاقات معقدة بين الخصائص.

خريطة الوظائف واحد لواحد مع كود جافا سكريبت، مما يسمح بمعالجة القيم.
```
@the
-border
:
 
1px
;

@base
-color
:
 
#
111
;

@red
:
 
#
842210
;

#
header
 
{

  
color
:
 
@
base-color
 
*
 
3
;

  
border-left
:
 
@
the-border
;

  
border-right
:
 
@
the-border
 
*
 
3
;

}

#
footer
 
{

  
color
:
 
@
base-color
 
+
 
#003300
;

  
border-color
:
 
desaturate
(
@
red
,
 
10
%
);

}

```

سوف يتم تجميع الكود أعلاه في Less إلى كود CSS التالي:
```
#
header
 
{

  
color
:
 
#333
;

  
border-left
:
 
1
px
;

  
border-right
:
 
3
px
;

}

#
footer
 
{

  
color
:
 
#114411
;

  
border-color
:
 
#7d2717
;

}

```

## المقارنة
كل من ساس ولِس هما معالجات أوراق الأنماط المتتالية الأولية، والتي تسمح لكتابة أوراق الأنماط المتتالية نظيفة في بنية برمجة بدلاً من القواعد الثابتة.
لِس مستوحى من ساس.
تم تصميم ساس لتبسيط أوراق الأنماط المتتالية وتوسيعه، لذلك تمت إزالة أشياء مثل الأقواس المتعرجة من بناء الجملة.
تم تصميم لِس لتكون أقرب ما يكون إلى أوراق الأنماط المتتالية.
قدمت الإصدارات الأحدث من ساس أيضًا بنية تشبه أوراق الأنماط المتتالية تسمى (Sassy CSS).

## استخدم اللغة في المواقع
يمكن تطبيق لِس على المواقع بعدة طرق.
أحد الخيارات هو تضمين ملف، less.js لتحويل الشفرة أثناء التنقل، ثم يعرض المتصفح إخراج CSS.
هناك خيار آخر وهو تحويل كود Less إلى CSS وتحميل CSS pure إلى موقع ما، مع هذا الخيار، لا يتم تحميل أي ملفات ولا يحتاج الموقع إلى محول less.js.

## برمجيات لِس
| الاسم                                                                             | الوصف                                                                                        | الترخيص                      | المنصات                        | الوظائف                                       |
| --------------------------------------------------------------------------------- | -------------------------------------------------------------------------------------------- | ---------------------------- | ------------------------------ | --------------------------------------------- |
| WinLess - Windows GUI for less.js على موقع واي باك مشين (نسخة محفوظة 2 June 2015) | GUI Less Compiler                                                                            | رخصة أباتشي                  | Windows                        | Compiler                                      |
| Crunch                                                                            | Less editor and compiler (requires Adobe AIR)                                                | رخصة جنو العمومية            | Windows, Mac OS X              | Compiler Editor                               |
| less.js-windows                                                                   | Simple command-line utility for Windows that will compile *.less files to CSS using less.js. | رخصة إم أي تي                | Windows                        | Compiler                                      |
| less.app                                                                          | Less Compiler                                                                                | Proprietary                  | Mac OS X                       | Compiler                                      |
| CodeKit نسخة محفوظة 19 نوفمبر 2013 على موقع واي باك مشين.                         | Less Compiler                                                                                | Proprietary                  | Mac OS X                       | Compiler                                      |
| LessEngine                                                                        | Less Compiler                                                                                | مجاني                        | OpenCart Plugin                | Compiler                                      |
| SimpLESS نسخة محفوظة 29 يوليو 2013 على موقع واي باك مشين.                         | Less Compiler                                                                                | free but no explicit license | Windows Mac OS X Linux         | Compiler                                      |
| Chirpy نسخة محفوظة 21 أبريل 2013 على موقع واي باك مشين.                           | Less Compiler                                                                                | Shared Source Initiative     | Visual Studio Plugin           | Compiler                                      |
| Mindscape Web Workbench                                                           | Syntax highlighting and IntelliSense for Less and Sass                                       | Proprietary                  | Visual Studio Plugin           | Compiler Syntax Highlighting                  |
| Eclipse Plugin for Less                                                           | Eclipse Plugin                                                                               | رخصة إكليبس العمومية         | Eclipse Plugin                 | Syntax highlighting Content assist Compiler   |
| mod_less                                                                          | Apache2 module to compile Less on the fly                                                    | مصدر مفتوح                   | Linux                          | Compiler                                      |
| grunt-contrib-less                                                                | Node.js Grunt task to convert Less to CSS                                                    | رخصة إم أي تي                | Node.js                        | Compiler                                      |
| Web Essentials نسخة محفوظة 11 نوفمبر 2016 على موقع واي باك مشين.                  | Visual Studio extension with support for Less and Sass                                       | رخصة أباتشي                  | Windows                        | Syntax highlighting, Content assist, Compiler |
| clessc                                                                            | Pure C++ compiler                                                                            | رخصة إم أي تي                | at least Windows, Linux, MacOS | Compiler                                      |
| Less WebCompiler                                                                  | Web-based compiler                                                                           | رخصة إم أي تي                | at least Windows, Linux, MacOS | Compiler, Syntax highlighting, Minifier       |

## وصلات خارجية
- الموقع الرسمي